# 東部花栗鼠
東部花栗鼠（學名：Tamias striatus）是分布於北美洲東部的一種花栗鼠，是花鼠屬（Tamias）唯一的現生物種。花鼠屬原本還包含其他種花栗鼠，但分子證據顯示這些物種的關係不近，因此過去屬於花鼠屬的兩個亞屬Eutamias與Neotamias已被作為獨立的新屬。東部花栗鼠最早於1743年由英國博物學家馬克·蓋茨比描述，1758年林奈在《自然系統》第十版將本種歸入松鼠屬，命名為Sciurus striatus，種小名意為「有條紋的」。1811年德國動物學家约翰·卡尔·威廉·伊利格訂立新屬花鼠屬（Tamias），並將本種歸入。
東部花栗鼠的體長可長至30公分（含尾巴），重約66—150公克，其背部毛色為紅棕色，並具有五條平行的黑色條紋，腹部的毛色較淺，尾巴的毛色較深，比其他種花栗鼠少兩顆牙齒。本種分布於美國東部與加拿大東南部的落葉林與公園中，善於爬樹，但會在地上鑽出複雜的坑道作窩，甚至可能為避免坑道被發現而以頰囊將挖出的土搬至別處。